# Charles Riegert
Charles Riegert (* 13. März 1913 in Paris; † 28. August 1988 ebenda) war ein französischer Radrennfahrer.

## Sportliche Laufbahn
Riegert gehörte nach dem Zweiten Weltkrieg, zu den Radsportlern, die die linksgerichtete französischen Arbeitersport-Organisation FSGT erfolgreich bei internationalen Radrennen vertraten. 1948 erreichte er schon 35-jährig beim Großen Preis der kommunistischen Tageszeitung L’Humanité den fünften Platz. Bei der Zweiländer-Etappenfahrt Prag – Warschau 1949 wurde Riegert von der FSGT für das Team Frankreich I (neben Frankreich II und III) nominiert. Er gewann die fünfte Etappe und erreichte zwei zweite Plätze bei den Tagesabschnitten drei und sieben. Mit dem zweiten Platz bei der siebten Etappe rückte er im Gesamtklassement auf den dritten Platz vor, den er auch auf der achten und letzten Etappe verteidigen konnte. Bei der Polen-Rundfahrt mit zwölf Etappen im selben Jahr kam Riegert in der Schlusswertung auf Platz sechs. Auch bei der polnisch-tschechoslowakischen Etappenfahrt Warschau – Prag 1950 über neun Etappen war Riegert wieder vom FSGT nominiert worden. Er war allerdings mit seiner Mannschaft nur anfangs erfolgreich, die auf drei Etappen die Blauen Trikots der führenden Mannschaft trug, dann aber durch das Ausscheiden von drei der sechs Fahrer geschwächt wurde und in der Endwertung nur noch den neunten Platz erreichte. Riegert, ohne Podestplatz, kam in der Gesamteinzelwertung auf den 37. Platz bei 50 gewerteten Fahrern.